# 前蹺甘蔗金龜
前蹺甘蔗金龜（学名：Apogonia tanigawaensis）为金龜子科甘蔗金龜屬下的一个种。